# Eichstaettia mayri
Eichstaettia mayri è un pesce osseo estinto, appartenente agli elopiformi. Visse nel Giurassico superiore (Kimmeridgiano/Titoniano, circa 155-150 milioni di anni fa) e i suoi resti fossili sono stati ritrovati in Germania.

## Descrizione
Dal corpo lungo e slanciato, questo pesce era simile a un'attuale aringa, e la lunghezza si aggirava sui 20 centimetri. La pinna dorsale era arretrata, appena dietro la metà del corpo, mentre la pinna anale era spostata leggermente più indietro, nel lato ventrale. Le pinne pelviche erano di piccole dimensioni e poste a circa metà della lunghezza dell'animale. Il cranio, di forma triangolare, era basso e allungato. La pinna caudale era di medie dimensioni e dotata di due lobi di eguale lunghezza e profondamente divisi.
Eichstaettia era molto simile a un altro pesce osseo del Giurassico superiore tedesco, Anaethalion: come quest'ultimo, Eichstaettia possedeva una mandibola lunga dotata di un processo coronoide basso; tuttavia vi erano differenze significative tra i due generi, come la posizione della pinna dorsale (più posteriore in Eichstaettia) e le caratteristiche delle spine neurali ed emali (più corte e inclinate in Eichstaettia). Infine, in Eichstaettia il lobo dorsale era privo di fulcri, presenti invece in Anaethalion (Arratia, 1987). 

## Classificazione
I fossili di questo animale, provenienti dai famosi calcari litografici di Solnhofen ed Eichstatt, furono inizialmente attribuiti a una specie del genere Anaethalion (A. mayri). Fu Gloria Arratia, nel 1987, a suggerire che questi fossili appartenessero a un genere a sé stante, Eichstaettia.
Anaethalion ed Eichstaettia sono stati descritti come forme primitive di elopiformi, un gruppo di pesci attualmente rappresentati da due famiglie (Elopidae e Megalopidae), considerati alla base del gruppo degli Elopomorpha (comprendente anche albuliformi, notacantiformi e anguilliformi). È anche possibile che Anaethalion ed Eichstaettia fossero forme basali di elopomorfi, al di fuori del clade degli elopiformi.